# (95219) Borgman
Pour les articles homonymes, voir Borgman.
(95219) Borgman est un astéroïde de la ceinture principale.

## Description
(95219) Borgman est un astéroïde de la ceinture principale. Il fut découvert le 8 février 2002 à Needville par l'Observatoire de Needville. Il présente une orbite caractérisée par un demi-grand axe de 3,11 UA, une excentricité de 0,08 et une inclinaison de 23,8° par rapport à l'écliptique.

## Compléments